# باري سميث (لاعب هوكي الجليد)
باري سميث (بالإنجليزية: Barry Smith)‏ (و. 1952 – م) هو لاعب هوكي الجليد، من الولايات المتحدة الأمريكية، ولد في بوفالو، نيويورك.

## جوائز
حصل على جوائز منها:
- كأس ستانلي.

## روابط خارجية
- باري سميث على موقع Eurohockey.com (الإنجليزية)
- باري سميث على موقع HockeyDB.com (الإنجليزية)